# Weißenbach am Lech
Weißenbach am Lech é um município da Áustria, situado no distrito de Reutte, no estado do Tirol. Tem 82,01 km² de área e sua população em 2019 foi estimada em 1.261 habitantes.